# Крістін Кілер
Крістін Маргарет Кілер (англ. Christine Margaret Keeler, 22 лютого 1942, англ. Аксбрідж, графство Мідлсекс — 4 грудня 2017, Фарнборо) — британська модель, повія і автобіографістка, фігуратнка загальнонаціонального політичного скандалу у Британії у 1963 році «Справа Проф'юмо».

## Біографія
Крістін Кілер у 1960-х отримала прізвисько Мата Харі. Як Мата Харі, вона займалася сексом з чоловіками і була звинувачена в шпигунстві, але, на відміну від своїх попередниць, не поплатилась життям.
У неповних 16 років Крістін Кілер в 1957 році приїхала до Лондона, рятуючись від нудьги провінційного містечка. Працюючи в магазині одягу в Сохо, а пізніше в ресторані на Бейкер-стріт, мріяла стати моделлю. Продовживши кар'єру як топлес-танцюристка в нічному клубі, серед клієнтів якого були в основному американці і араби, вона зустріла Стівена Ворда — художника, який крутився серед багатих і знаменитих людей, і також постачав красивих дівчат літнім джентльменам. Серед чоловіків, яким Ворд представив свою протеже, були Джон Проф'юмо, військовий міністр кабінету Гарольда Макміллана, і помічник військово-морського аташе СРСР в Лондоні капітан першого рангу Євген Іванов. Кілер одночасно перебувала в зв'язку з обома.
Ситуація стала надбанням громадськості через клієнта Кілер, який вистежив її в будинку Ворда. Цей ревнивий чоловік родом з Ямайки почав розстрілювати будинок Ворда. В ході розслідування поліція встановила зв'язки Кілер. Заголовки газет рясніли звинуваченнями в тому, що вона здобувала військові секрети у Проф'юмо і продавала їх Іванову. Скандал змусив Проф'юмо вийти з уряду. Залучений до суду за звідництво Ворд наклав на себе руки. Кілер продала свою історію газетярам за пристойні гроші.
У розпал скандалу Крістін Кілер погодилася на фотосесію у відомого фотографа Льюїса Морлі. Ці портрети, частково еротичні, здобули величезну популярність.
Кілер недовго була двічі одружена, мала двох синів.
Померла в ніч на 5 грудня 2017 року в госпіталі Фарнборо від хронічної обструктивної хвороби легень. Її прах було спалено в крематорії кладовища Кенсал-Грін.